# 本田渓花坊
本田 渓花坊（ほんだ けいかぼう、明治23年（1890年）10月4日 - 昭和62年（1987年）8月6日）は日本の川柳作家、川柳史研究家。本名、敬之助（けいのすけ）。造幣局の桜の通り抜けを詠んだ句「大阪に花の里あり通り抜け」で知られている。

## 京都時代
京都市上京区西陣糸屋町生まれ。今出川新町の辺りに住んでいた頃、明治41年(1908年)頃から川柳の活動を始め、明治43年には京都柳友社という同好会の一員として創作に励む。この流れの中で、地元京都の川柳仲間である藤本蘭華と共に、明治45年(1912年)3月、京都で初めての川柳専門雑誌「みづ鳥」を発刊。

## 大阪時代
大正2年（1913年）年の暮、大阪に転居。その後まもなく、南区島之内にて、関西川柳社「番傘」の会員として創作活動を行うとともに、「絵日傘」を発刊。大正後期になり、北区老松町に転居し、ここで、大正13年（1924年）3月に「大大阪」を刊行し、以後、昭和4年（1929年）4月まで発行を続けた。
また、川柳活動の当初の時期以来、京都、大阪、東京など各地の川柳作家と交流を続けながら、句集や川柳史研究など、川柳に関する著作も手がけていった。
戦後になってからも、創作、選者双方の取組を続け、昭和39年(1964年)4月には、造幣局付近に川柳句碑「大阪に花の里あり通り抜け」が建立された。また、造幣局の桜の通り抜けの川柳投句の選者を昭和55年(1980年)まで務めたほか、後身の育成にも力を注いだ。